# Beccariophoenix
Beccariophoenix Jum. & H.Perrier è un genere di piante della famiglia delle Arecacee (o Palmae), endemico del Madagascar.
Il nome del genere è un omaggio al botanico italiano Odoardo Beccari (1843-1920).

## Tassonomia
Comprende le seguenti specie:
- Beccariophoenix alfredii Rakotoarin., Ranariv. & J.Dransf.
- Beccariophoenix fenestralis J.Dransf. & Rakotoarin.
- Beccariophoenix madagascariensis Jum. & H.Perrier